# ヴィクトル・アルブレヒト・フォン・ラティボル
ヴィクトル（4世）・フォン・ラティボル・ウント・コルヴァイ（Viktor (IV.) Prinz von Ratibor und Corvey, 1916年2月12日 - 1939年9月18日）は、ドイツの旧諸侯ホーエンローエ＝シリングスフュルスト家の一員で、シュレージエンのラティボル公爵家の家督相続人。全名はヴィクトル・アルブレヒト・ヨハンネス・ヨーゼフ・ミヒャエル・マリア（Viktor Albrecht Johannes Josef Michael Maria）。

## 生涯
ラティボル公爵およびコルヴァイ侯ヴィクトル3世と、その妻でエッティンゲン＝エッティンゲンおよびエッティンゲン＝シュピールベルク侯フランツ・アルブレヒトの娘であるエリーザベト（1886年 - 1976年）の間の第4子、長男として生まれた。父が1923年に公爵家の当主になるに伴い、その継嗣として公世子（Erbprinz）の称号で呼ばれた。
1939年のドイツ軍によるポーランド侵攻作戦に、国防軍第1軽機甲師団（1. leichten Division, 1939年10月より第6戦車師団（6. Panzer-Division）に改称）第11戦車部隊所属の少尉として参加した。
侵攻作戦が始まって間もない9月18日、ウッチ県の小村ポチェハにおいて、LT-35軽戦車3台で走行中に、ポーランド軍のTKS豆戦車1台と戦闘になった。TKSに搭乗していたのはヴィエルコポルスカ騎兵師団所属の戦車エース、ロマン・エドムント・オルリク（Roman Edmund Orlik, 1918年 - 1982年）であり、ヴィクトルの率いる小隊の戦車3台は全て破壊された。ヴィクトルは他の乗員たちとともに全身に火傷を負い、数分後に息絶えた。
家督は、親戚のメッテルニヒ＝ヴィンネブルク侯爵家に養子に入っていた実弟フランツ・アルブレヒトが継ぐことになった。